# Delsbo distrikt
Delsbo distrikt är ett distrikt i Hudiksvalls kommun och Gävleborgs län. Distriktet ligger omkring Delsbo i nordöstra Hälsingland. 

## Tidigare administrativ tillhörighet
Distriktet inrättades 2016 och utgörs av Delsbo socken i Hudiksvalls kommun.
Området motsvarar den omfattning Delsbo församling hade 1999/2000.

## Tätorter och småorter
I Delsbo distrikt finns två tätorter och tre småorter.

### Tätorter
- Delsbo
- Tomta, Näsbyn och Hagen

### Småorter
- Fredriksfors
- Johannesberg
- Svedja